# Paul Friedländer (filolog)
Paul Friedländer, född den 21 mars 1882 i Berlin, död den 10 december 1968 i Los Angeles, var en tysk filolog med den klassiska litteraturen som specialitet.
Han undervisade som professor vid Marburgs universitet från 1920 och vid universitetet i Halle från 1932 samt vid Johns Hopkins University från 1939 (som lecturer) och vid UCLA från 1940 (1940–1945 som lecturer, från 1945 som professor).